# امبر أباد (سلطانية)
امبر أباد (بالفارسية: امیرآباد) هي قرية تقع في إيران في قسم سلطانیة الریفي.